# Inspira
Inspira és un grup de música català amb origen a Barcelona. El seu líder és Jordi Lanuza, i a l'escenari el grup es presenta sovint com un duo o com un quintet. Després de 2008 va presentar cinc àlbums a l'estil folk rock o pop-rock. El 2018 Lanuza va publicar el seu primer disc en solitari.

## Història
Inspira va començar el 2005 a Barcelona, amb Jordi Lanuza com líder. El mateix any va participar en la fundació d'El Vinilo, un bar barceloní destacat per la seva relació amb un grapat de grups independents locals o regionals.
El 2008 Inspira va llançar el seu primer disc, anomenat Cova placenta. Va ser publicat com una autoedició, amb cançons escrites per Lanuza i amb arranjaments a guitarra acústica. Va publicar el seu segon àlbum Escapistes en 2010, per Amniòtic Records. Aquest segell va ser la discogràfica que va fundar el productor de l'àlbum Pau Vallvé.
El 2013 va llançar Amunt!, amb la cançó del mateix títol com single i amb un arranjament el so de percussions destacat. Greta és el seu quart àlbum, presentat el 2015. El nom del disc es va inspirar del nom de la filla de Lanuza amb el mateix nom. Aquesta vegada l'arranjament va ser més elèctrica, amb sintetitzadors dirigits per Dani Ferrer de Love of Lesbian.
A l'escenari el grup es presenta sovint com un duo, amb Lanuza a la guitarra acústica i a veu, i amb Fer Acosta a omnichord (una varietat electrònica d'autoharp) i veus. Amb una instrumentació estesa el grup inclou també baix elèctric, tambors i guitarra elèctrica.
El 2018 Jordi Lanuza va presentar el seu primer àlbum en solitari, Com a casa. Al mateix temps va anunciar un descans per les activitats com grup. Per l'àlbum en solitari, la guitarra de Lanuza va ser complementat amb piano, tocat pel productor del disc Pau Vallvé.
Inspira torna la primavera de 2022 amb el seu cinquè àlbum –Acaba i comença— després d'un silenci discogràfic de set anys. L'àlbum es va escriure durant el 2019 i es va gravar l'any vinent, però la pandèma de covid-19 va posposar la seva publicacíó.

## Discografia
Inspira
- Cova placenta (Cydonia, 2008)
- Escapistes (Amniòtic, 2010)
- Amunt! (Amniòtic, 2013)
- Greta (Bankrobber, 2015)
- Acaba i comença (Bankrobber, 2022)

Jordi Lanuza
- Com a casa (Bankrobber, 2018)